# Глибокинський район
Глибокинський район — адміністративно-територіальна одиниця, що існувала в УСРР у 1923-1925 роках та РРФСР у 1934—1963 роках.

## Історія
Район створено 1923 року у складі Шахтинської округи Донецької губернії УСРР під назвою Глибоківський район. 1925 року район у складі Шахтинської округи Глибоківський район віддано до РРФСР.
У 1934—1937 роках район входив в Північно-Донського округу у складі Азово-Чорноморського краю.
13 вересня 1937 року Глибокинський район (з центром у селищі Глибокий) увійшов до складу Ростовської області. 
Указом Президії Верховної Ради СРСР від 6 січня 1954 року з Ростовської області була виділена Каменська область (з центром у м. Кам'янськ-Шахтинський). Територія Глибокинського району увійшла до складу Кам'янської області. 
У відповідності з Указом Президії Верховної Ради РРФСР від 19 листопада 1957 року Кам'янська область скасовується. Глибокинський район назад входить до складу Ростовської області.
У 1963 році Глибокинський район було скасовано. Його територія увійшла до Кам'янського району Ростовської області.